# Thrypticus australis
Thrypticus australis är en tvåvingeart som beskrevs av Daniel J. Bickel 1986. Thrypticus australis ingår i släktet Thrypticus och familjen styltflugor. Inga underarter finns listade i Catalogue of Life.